# Peter Moore (criminal)
Peter Howard Moore (n. 1940, Rhyl⁠(d), Țara Galilor, Regatul Unit) este un criminal în serie britanic care a condus cinematografe în Bagillt, Holyhead, Kinmel Bay și Denbigh în nordul Țării Galilor în momentul arestării sale. El a ucis patru bărbați în 1995. Datorită ținutei sale respectiv cămașă și cravată neagră, a fost supranumit „omul în negru”.